# PrivatBank
PrivatBank (en ukrainien ПриватБанк) est la plus grande banque de Ukraine d’après le nombre des clients, les actifs, le portefeuille de crédits et le montant des impôts payés dans le budget du pays,. Le siège social de la PrivatBank se trouve à Dnipro.

## Histoire
La PrivatBank est une des premières banques commerciales privées en Ukraine. La décision de créer la banque a été prise lors de l’assemblée constitutive le 7 février 1992. Et le 19 mars 1992, la banque a déjà été immatriculée.
Au début, PrivatBank c’était seulement une Agence et quelques ordinateurs. Le premier Président du Conseil d’administration était Sergueï Tiguipko. 
PrivatBank est la première institution financière ukrainienne qui a été classée au niveau international.
En 1996, la banque adhère au système international de paiement VISА international et entreprend une émission de cartes bancaires.
En 1997, PrivatBank était la première banque ukrainienne à avoir reçu une conclusion de l’agence internationale "Тhomson BankWatch" et adhère au système de paiement Europay.
En 1998 la banque reçoit une conclusion de l’agence internationale de notation Fitch IBCA. En novembre 1998, à la suite des résultats de l’appel d’offres, la banque a été choisie comme la banque agréée pour le paiement des indemnisations aux victimes de l’Holocauste de la Fondation suisse d’aide aux victimes de l’Holocauste.
En 1999, la PrivatBank ouvre sa propre agence internationale en Chypre, à Nicosie, qui devient la première filiale d’une banque ukrainienne à l’étranger.
En 2000, la banque a été mise sur la liste des banques agréées à payer des indemnisations au citoyens de nationalité ukrainienne qui ont souffert des répressions des nazis au cours de la Seconde Guerre mondiale. En cette même année de 2000, la PrivatBank change de sa forme juridique : le 6 juillet les associés de PrivatBank ont pris la décision de réorganiser la banque de la société à responsabilité limitée en société anonyme de type fermé. Le 4 septembre 2000, les premiers statuts de la société anonyme de type fermé “Banque commerciale PrivatBank” ont été enregistrés.
En 2001, le projet “Privat24” est mis en place. Il a offert les possibilités de gérer leurs comptes en temps réel, d’effectuer des paiements réguliers, de virer l’argent etc.
PrivatBank est la première banque ukrainienne qui a placé des eurobonds d’un montant de 100M USD sur le marché européen. PrivatBank était la première banque européenne à être classée par Standart&Poor’s "В-". L’agence internationale de notation financière Fitch a attribué aux eurobonds de PrivatBank le classement à long terme "В-".
Par la décision de l’assemblée générale en date du 30 avril 2009, l’activité de la banque a été mise en conformité avec la Loi de l’Ukraine "Sur les sociétés anonymes", des modifications correspondantes ont été apportées dans les Statuts de la banque, la forme juridique a été changée de la société anonyme de type fermé contre la société publique par actions. La dénomination de la banque a également été modifiée en Société publique par actions “Banque commerciale PrivatBank”. Ces modifications sont entrées en vigueur le 21 juillet 2009 (licence de la Banque nationale de l’Ukraine No 22 du 29.07.2009).
En 2010, par rapport à 2009, PrivatBank a augmenté de 30 % le résultat net — jusqu’à 1,370 Mds UAH. Les actifs de la banque ont été augmentés de 32 %, et au 1er janvier 2011, se sont élevés à 113,437 Mds UAH, les crédits et les endettements des clients — de 36 % jusqu’à 101,855 Mds UAH, des engagements – de 34 % jusqu’à 101,557 Mds UAH, le capital social — de 13 % jusqu’à 8,860 Mds UAH, le capital propre — de 16 % jusqu’à 11,880 Mds UAH.
En décembre 2016, PrivatBank est nationalisée, pour un renflouement qui est dès lors estimé à 4,5 milliards de dollars,.

## Activité

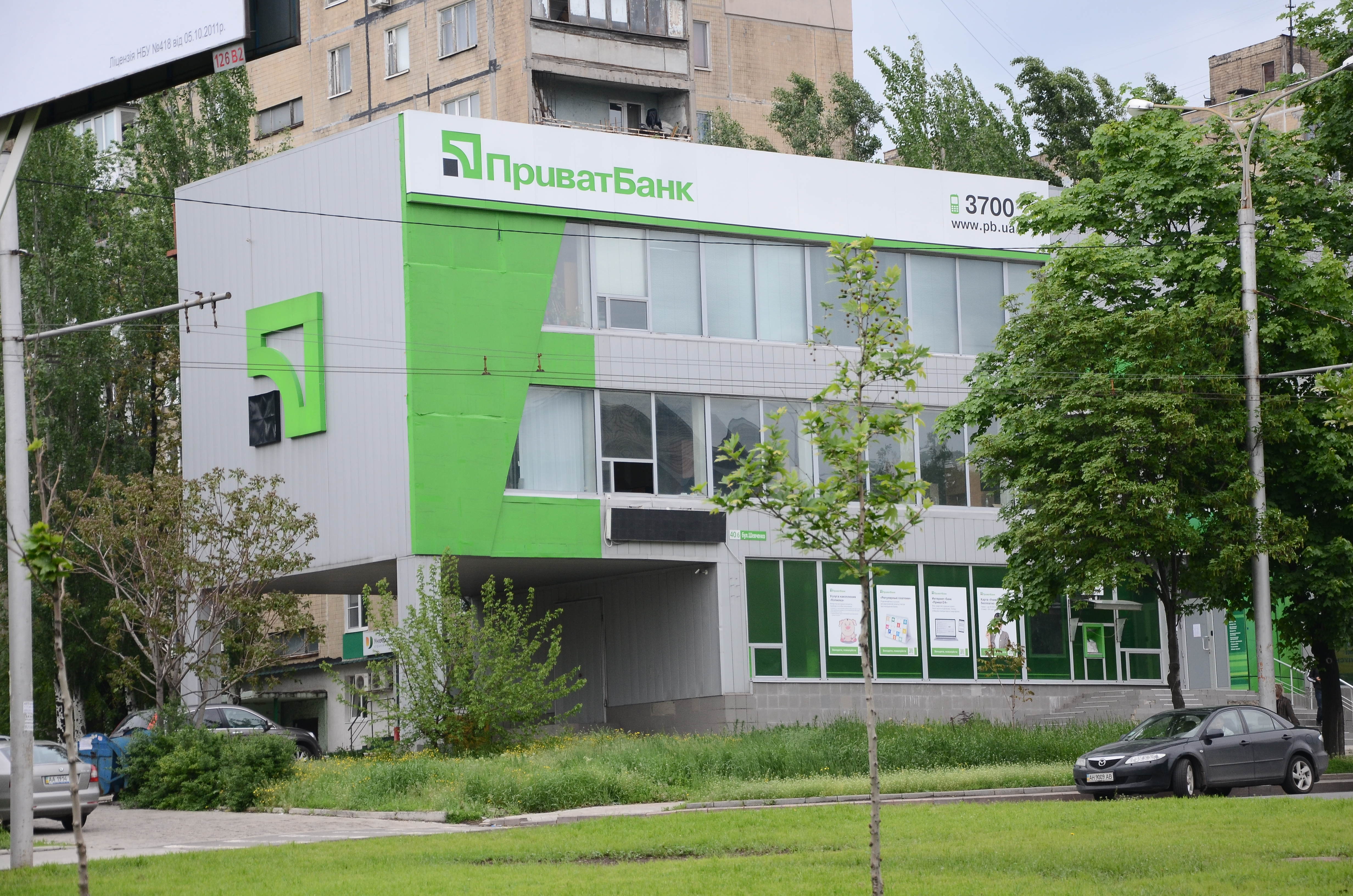
PrivatBank à Donetsk (2014)

La banque emploie plus de trente mille employés. Les résultats de l’étude du marché des services bancaires réalisée par la société GfK Ukraine, un Ukrainien sur trois (33,2 %) bénéficie des prestations de PrivatBank et un client sur quatre (24,9 %) bénéficie d’une large gamme de produits bancaire de PrivatBank en considérant la banque comme sa banque principale.
Au 1er février 2011, 2,4 M de retraités avaient des comptes à PrivatBank, 3,4 M de salariés touchent leurs salaires sur les cartes de PrivatBank, 1 M d’étudiants touchent leurs bourses par le système de PrivatBank. L’infrastructure de la banque en Ukraine compte plus de 6 975 distributeurs de billets (DAB) , 2 228 bornes de libre-service , 35 486 bornes en PDV, 3 202 filiales et succursales dans des villes et des régions du pays.
PrivatBank possède les filiales MoskomPrivantBank en fédération de Russie, AS PrivatBank en Lettonie, AS PrivatBank au Portugal et ТаоPrivatBank en Géorgie. PrivatBank est représentée dans douze pays du monde, y compris l’Italie, le Chypre, la Grande-Bretagne et la Chine.

## Actionnaires de PrivatBank
Les actions de la Banque commerciale PrivatBank sont réparties en parties inégales entre 21 personnes physiques (99,794 % de l’ensemble des actions) et 5 personnes morales (0,206 %). Plus de 98 % d’actions sont divisés entre deux actionnaires : Guennadi Bogoljubov (23 773 384 actions, soit 49,027 %) et Igor Kolomoyskiy (23 834 849 actions, soit 49,154 %)
Le capital social de la banque est 8,860 Mds UAH et son capital propre est 11,880 Mds UAH au 1er janvier 2011.